# Tobias Kammerer

Baptisterium der Christuskirche in Heiligenstadt in Oberfranken

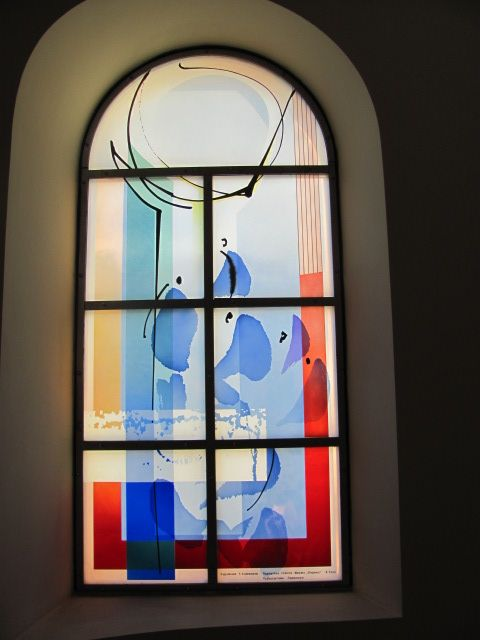
Abendmahlsfenster in St. Katharinen (Kiew)

Tobias Kammerer (* 14. November 1968 in Rottweil) ist ein international tätiger Künstler.

## Leben
Tobias Kammerer wurde 1968 in Rottweil geboren. Mit 14 Jahren schickt ihn sein Vater zu einer Malerlehre nach Wien. Er besuchte die Malerschule im Schloss Leesdorf, Baden bei Wien. Über eine Talentpüfung kommt er zur Akademie der Bildenden Künste in Wien. Ab 1986 studierte er freie Malerei an der Akademie der Bildenden Künste Wien bei Arik Brauer und Josef Mikl. Am Ende des Studiums arbeitete er in der Meisterklasse für Architektur bei Gustav Peichl. Nach Abschluss zum magister artium folgte ein weiteres Studium der Bildhauerei bei Bruno Gironcoli von 1992 bis 1993. 1992 war er nach Rottweil zurückgekehrt.
Schon früh hat sich der Künstler auf die großflächige Malerei spezialisiert. Sein Malstil ist eher der informellen Malerei zuzuordnen („monumentales Informel“). Sein Arbeitsschwerpunkt ist die „Kunst in der Architektur“ geworden. Mit Glasarbeiten begann seine Arbeit für sakrale Räume. Inzwischen hat Tobias Kammerer viele öffentliche Gebäude und Kirchen im In- und Ausland gestaltet, so auch die St.-Katharinen-Kirche in Kiew, die St.-Pauls-Kirche in Odessa und das Baptisterium der evangelisch-freikirchlichen Christuskirche in Heiligenstadt in Oberfranken.

## Werke
- 2023 Glasskulptur vor dem Hexagon-Gebäude der TU Darmstadt
- 2008 Kreuzwegfenster der Filialkirche Oberrohrbach in Niederösterreich
- 2006 Fenster und Wandgestaltung der Petrus-Lotichius-Kirche in Niederzell
- 2005 Chrisopheruskapelle, Dunningen
- 2000 Europäische Friedensglocke für das Straßburger Münster
- 1995 Kirche St. Peter und Paul, Neukirch (Rottweil)
- 1992 Wandbemalung im Landratsamt Rottweil
- 1992 Deckengemälde im Rahmen des Sommerforums im Forum Kunst Rottweil

## Ehrungen
- 1987: Arik-Brauer-Preis, Wien
- 1989: Theodor-Körner-Preis, Wien
- 1990: 1. Preis für Kunst am Bau, MSC, Wien
- 1992: Meisterschulpreis der Akademie der Bildenden Künste in Wien
- 1997: Karl-Miescher-Preis in Duisburg.
- 2000: Auszeichnung durch die Päpstliche Akademie der schönen Künste und der Literatur mit der Pontifikatsmedaille.
- 2004: 1. Preis für die Glockenzier der Europäischen Friedensglocke für das Straßburger Münster
- 2006: Auszeichnung für das künstlerische Schaffen durch die Kulturstiftung Rottweil
- 2015: Niedersächsischer Schülerfriedenspreis/Zivilcourage, Hannover
- 2015: 1. Preis Kunst am Bau der Stadt Paderborn für die Langenohlkapelle, Ostfriedhof